# Dijkpolder (Monster)
De Dijkpolder is een polder en voormalig waterschap in de vroegere gemeente Monster, in de Nederlandse provincie Zuid-Holland. De polder ligt ten noordenoosten van Poeldijk.
Het waterschap was verantwoordelijk voor de vervening, drooglegging en later de waterhuishouding in de polder.
De polder grenst in het noorden aan de Madepolder en in het oosten aan de Uithofspolder. De polder is grotendeels bebouwd met kassen.

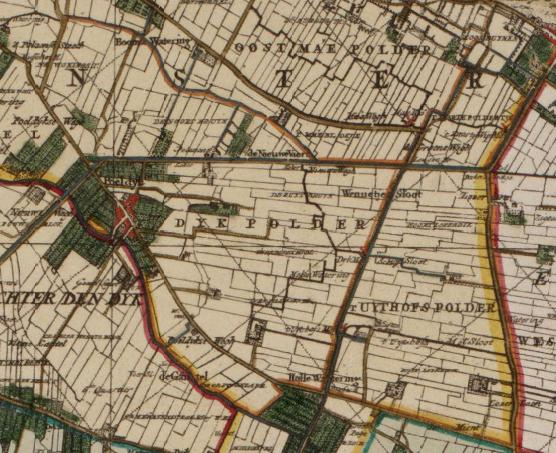
kaart 1712